# Joop van Daele
Joop van Daele (14. srpna 1947, Rotterdam - 7. května 2025) byl nizozemský fotbalista, obránce. Po skončení aktivní kariéry působil jako trenér.

## Fotbalová kariéra
Začínal v  Feyenoordu. Nizozemskou ligu hrál dále i za Go Ahead Eagles a Excelsior Rotterdam. Nastoupil ve 159 ligových utkáních a dal 12 gólů. S Feyenoordem vyhrál dvakrát nizozemskou ligu. V nižších soutěžích hrál i za Fortunu Sittard. V Poháru mistrů evropských zemí nastoupil ve 3 utkáních a v Poháru UEFA nastoupil ve 20 utkáních a soutěž v roce 1974 s Feyenoordem vyhrál. V Interkontinentálním poháru nastoupil v 1 utkání, dal 1 gól a pohár v roce 1970 s Feyenoordem vyhrál. 

## Ligová bilance
| Ročník                    | Zápasy | Góly | Klub                |
| ------------------------- | ------ | ---- | ------------------- |
| Eredivisie 1967/68        | 1      | 0    | Feyenoord           |
| Eredivisie 1969/70        | 5      | 2    | Feyenoord           |
| Eredivisie 1970/71        | 15     | 2    | Feyenoord           |
| Eredivisie 1971/72        | 2      | 1    | Feyenoord           |
| Eredivisie 1972/73        | 16     | 1    | Feyenoord           |
| Eredivisie 1973/74        | 29     | 0    | Feyenoord           |
| Eredivisie 1974/75        | 24     | 0    | Feyenoord           |
| Eredivisie 1975/76        | 8      | 0    | Feyenoord           |
| Eredivisie 1975/76        | 10     | 1    | Go Ahead Eagles     |
| Eredivisie 1976/77        | 21     | 0    | Feyenoord           |
| Eredivisie 1980/81        | 28     | 5    | Excelsior Rotterdam |
| CELKEM 1. nizozemská liga | 159    | 12   |                     |